# Prunus conadenia
Prunus conadenia är en rosväxtart som beskrevs av Emil Bernhard Koehne. Prunus conadenia ingår i släktet prunusar, och familjen rosväxter. Inga underarter finns listade i Catalogue of Life.